# سوق الرباط (ريمة)
سوق الرباط هي إحدى قرى الجمهورية اليمنية. تتبع جغرافيا لمحافظة ريمة وإداريًا لمديرية الجبين بمحافظة ريمة اليمنية، بلغ تعداد سكانها 1589 نسمة حسب إحصاء اليمن لعام 2004.

## روابط خارجية
- World Gazetteer:Yemen
- الجهاز المركزي للإحصاء بالجمهورية اليمنية
- المركز الوطني للمعلومات باليمن